# Donkere prachtstipspanner
De donkere prachtstipspanner (Scopula immorata) is een nachtvlinder uit de familie Geometridae (spanners). De voorvleugellengte bedraagt tussen de 11 en 14 millimeter. De soort komt verspreid over Europa en het Nabije Oosten voor. Hij overwintert als rups.

## Waardplanten
De donkere prachtstipspanner heeft als waardplanten tijm en wilde marjolein.

## Voorkomen in Nederland en België
De donkere prachtstipspanner is in Nederland een zeer zeldzame en in België een zeldzame soort. De vlinder kent jaarlijks een generatie die vliegt van eind juni tot halverwege augustus.